# Mattel Television
Mattel Television è stata la divisione dell'azienda statunitense di intrattenimento e giocattoli Mattel dedicata alla produzione televisiva, fondata originariamente il 31 marzo 2016 come successore della precedente divisione dedicata all'intrattenimento, la Mattel Playground Productions, sotto il nome Mattel Creations.

## Filmografia

### Programmi attuali
- Barbie: Un tocco di magia (dal 2023)
- Il mondo di Barney (dal 2024)
- Hot Wheels, a tutto gas! (dal 2023)
- Masters of the Universe: Revelation (dal 2021)
- Polly Pocket (dal 2017)
- Pictionary (dal 2021)
- Sam il pompiere (dal 1987)
- Scrabble (dal 2024)

### Programmi in arrivo
- Reboot di Pingu[4]
- Nuovo progetto riguardante Il trenino Thomas (2026)[5]

### Programmi conclusi
- Barbie Dreamhouse Adventures (2018-2020)
- Barbie Dreamtopia (2017-2018)
- Barbie: siamo in due (2022)
- Bob aggiustatutto (reboot) (2015-2018)
- Deepa & Anoop (2022)
- Enchantimals (2017-2020)
- He-Man and the Masters of the Universe (2021-2022)
- Il trenino Thomas (1984-2021)
- Il trenino Thomas - Grandi avventure insieme (2021-2025)
- Hot Wheels: Ultimate Challenge (2023)
- Little People (2016-2018)
- Minecraft Mini Series (2017-2018)
- Monster High (2010) (2010-2019)
- Monster High (2022) (2022-2024)
- Pingu in città (2017-2019)
- The Toy Box (2017)
- WellieWishers (2016-2017)